# Worcester (hrabstwo Otsego)
Worcester – jednostka osadnicza w Stanach Zjednoczonych, w stanie Nowy Jork, w hrabstwie Otsego.